# Институт математики имени С. Л. Соболева СО РАН
Институт математики имени С. Л. Соболева Сибирского отделения Российской академии наук (сокр. ИМ СО РАН) — российское научное учреждение в структуре СО РАН, один из мировых научных математических центров, крупнейший по числу сотрудников российский научно-исследовательский институт в области математики. Находится в Новосибирском академгородке. В Омске находится филиал института.

## История
Основан С. Л. Соболевым (1957). Первое название — Институт математики с вычислительным центром СО АН СССР (с 1957 по 1963 год)
Первоначально занимал площади в жилом фонде на Морском проспекте в Академгородке. Здание института было построено бригадой Фёдора Бирюлаева и сдано в эксплуатацию в сентябре 1962 года.
В 1964 году Вычислительный центр выделился в самостоятельную научную организацию.

## Известные сотрудники
- Акилов, Глеб Павлович
- Александров, Александр Данилович
- Береснев, Владимир Леонидович
- Бицадзе, Андрей Васильевич
- Боровков, Александр Алексеевич
- Годунов, Сергей Константинович
- Ершов, Андрей Петрович
- Ершов, Юрий Леонидович
- Зельманов, Ефим Исаакович
- Канторович, Леонид Витальевич
- Капович, Михаил Эрикович
- Каргаполов, Михаил Иванович
- Косарев, Юрий Гаврилович
- Кутателадзе, Семён Самсонович
- Лаврентьев, Михаил Михайлович
- Ляпунов, Алексей Андреевич
- Мазуров, Виктор Данилович
- Макаров, Валерий Леонидович
- Мальцев, Анатолий Иванович
- Мерзляков, Юрий Иванович
- Решетняк, Юрий Григорьевич
- Романов, Владимир Гаврилович
- Соболев, Сергей Львович
- Топоногов, Виктор Андреевич

Бюст А. И. Мальцева Института математики

- Фон-дер-Флаасс, Дмитрий Германович
- Ширков, Дмитрий Васильевич
- Ширшов, Анатолий Илларионович